# Leaves of Grass
Leaves of Grass es una película escrita y dirigida por Tim Blake Nelson. Está protagonizada por Edward Norton, Richard Dreyfuss, Susan Sarandon, Melanie Lynskey y Keri Russell. 
La película, lanzada el 17 de septiembre de 2010, tuvo un lanzamiento limitado por Millennium Pictures. Apareció en el Festival Internacional de Cine de Toronto 2009.

## Sinopsis
Bill y Brady Kincaid son un par de hermanos gemelos idénticos que llevan una vida paralela.  Mientras Bill es un respetado y catedrático profesor en Rhode Island, su hermano Brady se dedica al cultivo y distribución de marihuana.  Daisy, la madre de ambos, fue una excéntrica mujer que vive en un asilo con la esperanza de olvidar la soledad.
Bill recibe una falsa llamada informando de que su hermano ha sido asesinado, ya que Brady necesita una coartada para sus fechorías. Bill se queda en su antiguo pueblo en Oklahoma solo para comprobar que Brady debe dinero a un reconocido y respetado judío de la zona que amenaza con matarlo. Pronto se entera de que Brady será padre, que su madre espera su llegada y que de una vez encontrará el amor. A pesar del frío distanciamiento al que Bill sometió a la única familia que tiene, el destino le enseñará una valiosa lección.

## Elenco
- Edward Norton como gemelos Bill y Brady Kincaid.
- Richard Dreyfuss como Pug Rothbaum.
- Susan Sarandon como Daisy Kincaid.
- Keri Russell como Janet.
- Tim Blake Nelson como Rick Bolger.[3]
- Melanie Lynskey como Colleen.
- Steve Earle como Buddy Fuller.[3]
- Lucy DeVito como Anne.[3]
- Lee Wilkof como Nathan Levy.
- Ken Cheeseman como Jimmy Fuller.
- Maggie Siff como Rabbi Renannah Zimmerman.